# 11374 Браянтейлор
11374 Браянтейлор (11374 Briantaylor) — астероїд головного поясу, відкритий 23 серпня 1998 року.
Тіссеранів параметр щодо Юпітера — 3,542.